# Aminetou Mint El-Moctar
Aminetou Mint El-Moctar (Nuakchot, 13 de diciembre de 1956) es una política y activista mauritana. Fue preseleccionada para el Premio Nobel de la Paz en 2015, siendo la primera mujer mauritana en ser considerada para el premio.

## Trayectoria
El-Moctar nació en Nuakchot el 13 de diciembre de 1956 y creció en una familia de clase alta de ocho hijos. A la edad de once años, su padre arregló su matrimonio, algo que ella objetó fuertemente, sin embargo el matrimonio siguió adelante y su primer hijo nació cuando ella tenía 14 años.
En su adolescencia se involucró en protestas marxistas y fue arrestada varias veces por la policía. En ese momento también defendió los derechos de los esclavos de su familia, animándolos a tomar su propia libertad y a irse. Después de dejar a su marido, y sin poder asistir a la escuela, tuvo que trabajar como vendedora de cigarrillos, telefonista y trabajadora social para ganarse la vida.

## Activismo
El activismo de El-Moctar se formó desde una temprana edad. Manifestándose en contra del gobierno, especialmente en defensa de los derechos de las mujeres, se volvió rápidamente impopular entre las autoridades de Mauritania. En 1974 creó la Asociación de Mujeres Demócratas Mauritanas. Entre 1989 y 1991 fue miembro del Movimiento Democrático Internacional de Defensa de los Oprimidos. En 1991 fue arrestada y torturada porque se pronunció en contra de la masacre de la minoría negra mauritana en Nuadibú. Su activismo condujo a la creación del Comité de Solidaridad con las Víctimas de la Represión en Mauritania. Ha presionado para que se establezca una cuota en el gobierno para la participación de las mujeres en la toma de decisiones políticas, que fue del 20% en 2019.
Ese mismo año encabezó las protestas contra el tráfico sexual de mujeres a la Península arábiga. Se ha pronunciado en contra de los matrimonios arreglados, especialmente de la práctica cultural de alimentar a las jóvenes a la fuerza para que engorden y se preparen para el matrimonio, lo que conduce a la obesidad y la diabetes. Ha afirmado que "es necesario seguir planteando tabúes para romperlos, para que la gente conozca sus derechos y deberes y, sobre todo, para denunciar todas las prácticas inhumanas, degradantes y discriminatorias hacia las personas, especialmente las mujeres y los niños". El-Moctar se considera feminista y quiere animar a las mujeres de toda África a unirse en la lucha contra la dominación masculina.
En 2014, el imán de un movimiento islamista radical mauritano, que se hace llamar Ahbab Errassoul (Los Amigos del Profeta), lanzó una fatua contra El-Moctar. La orden fue emitida porque ella defendió públicamente a un bloguero que fue acusado de apostasía por dicho movimiento. En la fatua se pedía su asesinato o la extracción de sus ojos y prometía una recompensa de Alá, simplemente porque El-Moctar exigió un juicio justo para el bloguero.